# Varvara Gračovová
Varvara Gračovová (rusky: Варвара Андреевна Грачёва, Varvara Andrejevna Gračova, * 2. srpna 2000 Moskva) je francouzská profesionální tenistka, která do června 2023 reprezentovala rodné Rusko. Ve své dosavadní kariéře na okruhu WTA Tour nevyhrála žádný turnaj. V rámci okruhu ITF získala sedm titulů ve dvouhře.
Na žebříčku WTA byla ve dvouhře nejvýše klasifikována v lednu 2024 na 39. místě a ve čtyřhře v březnu 2022 na 135. místě. Připravuje se v ETC akademii v jihofrancouzském Cannes pod vedením Xaviera Puja.
Ve francouzském týmu Billie Jean King Cupu debutovala v roce 2023 utkáním ve skupině finálového turnaje proti Německu, v němž přidala druhý bod  po skreči Tatjany Mariové. Francouzky zvítězily 3–0 na zápasy. Do listopadu 2024 v soutěži nastoupila k jedinému mezistátnímu utkání s bilancí 1–0 ve dvouhře a 0–0 ve čtyřhře.

## Soukromý život
Narodila se roku 2000 v ruské metropoli Moskvě. Do čtrnácti let ji trénovala matka Natalja Kozakovová. Na prahu juniorské dráhy odcestovala do Německa, kde se začala připravovat s Ninou Bratčikovovou. Do Francie se přestěhovala v roce 2016,  kdy jí bylo šestnáct let, a začala trénovat v canneské  ETC akademii.
Francouzský sportovní deník L'Équipe koncem března 2023 uvedl, že Gračovová zažádala o francouzské občanství. Změnu zvažovala ještě před ruskou invazí na Ukrajinu v únoru 2022. Válečný akt její záměr urychlil, když ruští a běloruští tenisté nesměli po vpádu Ruska na ukrajinské území startovat pod státní vlajkou a řešili komplikace s udělením víz. Francii začala reprezentovat v závěru června 2023, kdy se jako 43. hráčka žebříčku stala francouzskou dvojkou za světovou pětkou Garciaovou. Prvním turnajem, do něhož nastoupila jako Francouzka se stal Bad Homburg Open, v týdnu po časném vyřazení na berlínském bett1open.

## Tenisová kariéra

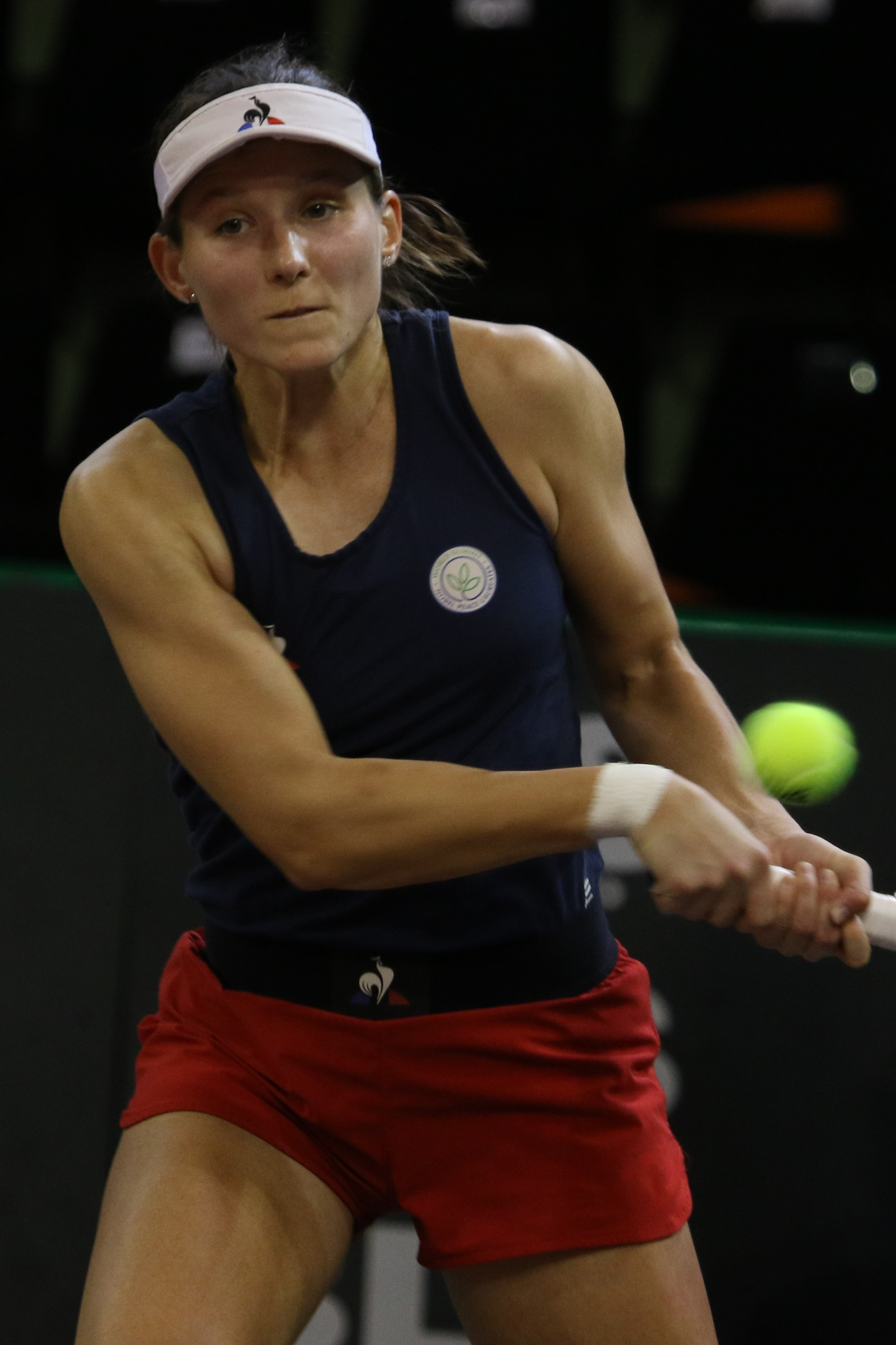
Bekhend na Open de Limoges 2021

V rámci hlavních soutěží událostí okruhu ITF debutovala v březnu 2016, když do čtyřhry turnaje v Šarm aš-Šajchu s dotací 10 tisíc dolarů obdržela po boku Oleksandry Andrejejevové divokou kartu. V úvodním kole však rusko-ukrajinský pár podlehl Ruskám Aleně Fominové s Jekatěrinou Jašinovou. Premiérový titul v této úrovni tenisu vybojovala během listopadu 2017 na hammámetském turnaji s rozpočtem 15 tisíc dolarů. Ve finále přehrála nejvýše nasazenou Francouzku ze čtvrté světové stovky Fionu Ferrovou.
Na okruhu WTA Tour debutovala červencovým Ladies Open Lausanne 2019, kde postoupila z kvalifikace. Na úvod dvouhry však podlehla čínské tenistce Chan Sin-jün, figurující na sto osmdesáté druhé příčce klasifikace. První vítězný zápas dosáhla o dva týdny později na washingtonském Citi Open 2019, na němž opět zvládla kvalifikační soutěž. V prvním kole singlu pak vyřadila Rusku z konce elitní stovky Annu Blinkovovou, ale ve druhém prohrála se čtvrtou nasazenou Tchajwankou Sie Šu-wej až v tiebreaku rozhodující sady. V kvalifikačním kole US Open 2019 jí stopku do hlavní soutěže vystavila Nizozemka z třetí stovky žebříčku Richèl Hogenkampová. Přes Australanku Ajlu Tomljanovićovou prošla do osmifinále moskevského Kremlin Cupu 2019, v němž nezvládla duel se čtyřicátou ženou pořadí Anastasijí Pavljučenkovovou.
V závěrečné fázi kvalifikace melbournského majoru Australian Open 2020 nenašla recept na Švédku Johannu Larssonovou z počátku třetí světové stovky. Po pětiměsíčním přerušení sezóny 2020 pro koronavirovou pandemii vypadla v úvodní fázi srpnového Prague Open se čtrnáctou hráčkou žebříčku Petrou Martićovou. Debut v hlavní soutěži nejvyšší grandslamové kategorie přišel v ženském singlu US Open 2020. V úvodním kole porazila Španělku Paulu Badosovou ve dvou setech. Ve druhém se ocitla na prahu vyřazení s třicátou nasazenou Kristinou Mladenovicovou, která již vedla 6–1, 5–1 a 15:0. Přestože gem Francouzka prohrála, v dalším si vypracovala čtyři mečboly. Podávající Gračovová je však odvrátila a nastartovala obrat. Ze zbylých třinácti gemů vyhrála dvanáct. Mladenovicové uštědřila ve třetí sadě „kanára“. Ve třetím kole však jako v Praze podlehla chorvatské turnajové osmičce Petře Martićové.
Členku první světové desítky poprvé porazila na úvod Australian Open 2023, když ztratila jen dva gamy se světovou osmičkou Darjou Kasatkinovou. Přes italskou kvalifikantku Lucrezii Stefaniniovou prošla do třetího kola, kde ji v aréně Roda Lavera zastavila třicátá nasazená Karolína Plíšková. Premiérové finále na túře WTA odehrála v úvodním ročníku březnového ATX Open 2023 v Austinu. Na úvod vyřadila nejvýše nasazenou Polku Magdu Linetteovou, poté krajanku Annu Blinkovovou a Američanky Sloane Stephensovou i Katie Volynetsovou. Ve finále však ve dvou setech nestačila na padesátou druhou hráčku světa, Ukrajinku Martu Kosťukovou.

## Finále na okruhu WTA Tour
| Legenda                  |
| ------------------------ |
| D – dvouhra; Č – čtyřhra |
| Grand Slam (0)           |
| Turnaj mistryň (0)       |
| WTA 1000 (0)             |
| WTA 500 (0)              |
| WTA 250 (0–1 D)          |

### Dvouhra: 1 (0–1)
| Stav       | č. | datum          | turnaj                | kategorie | povrch | soupeřka ve finále | výsledek |
| ---------- | -- | -------------- | --------------------- | --------- | ------ | ------------------ | -------- |
| Finalistka | 1. | 5. března 2023 | Austin, Spojené státy | WTA 250   | tvrdý  | Marta Kosťuková    | 3–6, 5–7 |

## Tituly na okruhu ITF
| Legenda         | Legenda         |
| --------------- | --------------- |
| Turnaje W100    | Turnaje W80     |
| Turnaje W75/W60 | Turnaje W50     |
| Turnaje W35/W25 | Turnaje W15/W10 |

### Dvouhra (7 titulů)
| č. | datum         | turnaj               | kategorie | povrch | soupeřka ve finále    | výsledek      |
| -- | ------------- | -------------------- | --------- | ------ | --------------------- | ------------- |
| 1. | listopad 2017 | Hammámet, Tunisko    | W15       | antuka | Fiona Ferrová         | 6–4, 7–6(7–1) |
| 2. | leden 2018    | Antalya, Turecko     | W15       | antuka | Sofja Šapatavová      | 7–5, 6–0      |
| 3. | duben 2019    | Chiasso, Švýcarsko   | W25       | antuka | Jaqueline Cristianová | 6–4, 6–2      |
| 4. | květen 2019   | Caserta, Itálie      | W25       | antuka | Anna Danilinová       | 6–3, 7–5      |
| 5. | červen 2019   | Montpellier, Francie | W25       | antuka | Elizabeth Halbauerová | 6–4, 6–2      |
| 6. | září 2019     | Saint-Malo, Francie  | W60       | antuka | Marta Kosťuková       | 6–3, 6–2      |
| 7. | září 2019     | Valencie, Španělsko  | W60       | antuka | Tamara Korpatschová   | 3–6, 6–2, 6–0 |

## Vítězství nad hráčkami Top 10
Přehled
| Sezóna    | 2023 | 2024 | Celkem |
| --------- | ---- | ---- | ------ |
| Vítězství | 3    | 1    | 4      |

Vítězství
| Č.          | hráčka top 10     | WTA | turnaj                                | povrch | fáze    | skóre         | VGR |
| ----------- | ----------------- | --- | ------------------------------------- | ------ | ------- | ------------- | --- |
| Sezóna 2023 |                   |     |                                       |        |         |               |     |
| 1.          | Darja Kasatkinová | 8.  | Australian Open, Melbourne, Austrálie | tvrdý  | 1. kolo | 6–1, 6–1      | 97. |
| 2.          | Darja Kasatkinová | 8.  | Indian Wells Masters, Spojené státy   | tvrdý  | 3. kolo | 6–4, 6–4      | 66. |
| 3.          | Ons Džabúrová     | 5.  | Miami Open, Spojené státy             | tvrdý  | 2. kolo | 6–2, 6–2      | 54. |
| Sezóna 2024 |                   |     |                                       |        |         |               |     |
| 4.          | Maria Sakkariová  | 7.  | French Open, Francie                  | antuka | 1. kolo | 3–6, 6–4, 6–3 | 88. |